# أرتور بويغ
أرتور بويغ (بالإسبانية: Arturo Puig Petrosini)‏ هو مخرج وممثل أرجنتيني، ولد في 17 نوفمبر 1944 ببوينس آيرس في الأرجنتين. من الجوائز التي نالها جوائز كونكس سنة 1991 وجوائز كونكس سنة 2001 وACE Award (Argentina) ‏ وجائزة مارتن فييرو ‏ سنة 2013.

## جوائز
- جوائز كونكس (1991)
- جوائز كونكس (2001)
- ACE Award (Argentina) [الإنجليزية]‏
- جائزة مارتن فييرو [الإنجليزية]‏ (2013)

## وصلات خارجية
- أرتور بويغ على موقع IMDb (الإنجليزية)
- أرتور بويغ على موقع قاعدة بيانات الفيلم (الإنجليزية)